# Мешендорф
Мешендорф (рум. Meșendorf) — село у повіті Брашов в Румунії. Входить до складу комуни Бунешть.
Село розташоване на відстані 202 км на північний захід від Бухареста, 67 км на північний захід від Брашова, 131 км на південний схід від Клуж-Напоки.

## Населення
За даними перепису населення 2002 року у селі проживали 344 особи.
Національний склад населення села:
| Національність | Кількість осіб | Відсоток |
| -------------- | -------------- | -------- |
| румуни         | 199            | 57,8%    |
| цигани         | 124            | 36,0%    |
| угорці         | 10             | 2,9%     |
| німці          | 7              | 2,0%     |

Рідною мовою назвали:
| Мова      | Кількість осіб | Відсоток |
| --------- | -------------- | -------- |
| румунська | 326            | 94,8%    |
| угорська  | 10             | 2,9%     |
| німецька  | 5              | 1,5%     |